# James McShane

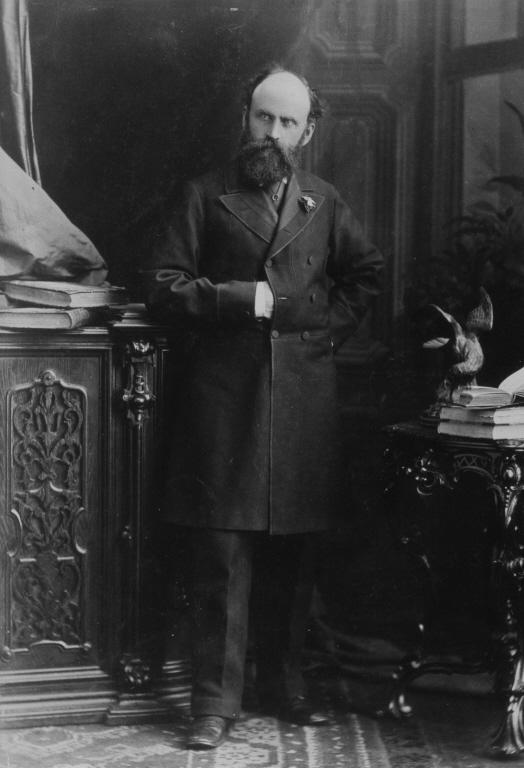
James McShane

James McShane (* 7. November 1833 in Montreal; † 14. Dezember 1918 ebenda) war ein kanadischer Politiker und Unternehmer. Von 1891 bis 1893 war er Bürgermeister der Stadt Montreal, von 1878 bis 1892 Abgeordneter der Legislativversammlung von Québec und von 1895 bis 1896 Abgeordneter des kanadischen Unterhauses (Liberale Partei).

## Biografie
Ab dem Alter von 18 Jahren war McShane zusammen mit seinem Vater als Viehhändler tätig. Zu ihren Kunden gehörten unter anderem die Allan Line und die in Montreal stationierten britischen Truppen. Von 1870 bis 1874 arbeitete McShane als Händler an der Montrealer Börse, danach als Fleischexporteur. Bereits 1863 war er zum Friedensrichter ernannt worden. 1868 wurde er in den Montrealer Stadtrat gewählt, dem er bis 1881 sowie von 1883 bis 1887 angehörte. Als Kandidat der Parti libéral du Québec kandidierte er 1878 erfolgreich für einen Sitz in der Legislativversammlung von Québec. Nach fast einem Jahrzehnt als Oppositionspolitiker gehörte er in den Jahren 1887 und 1888 dem Kabinett von Honoré Mercier an und amtierte als Minister für Landwirtschaft und öffentliche Bauten.
Bei der Montrealer Bürgermeisterwahl von 1891 trat McShane gegen Amtsinhaber Jacques Grenier an und schlug diesen mit mehr als 5000 Stimmen Vorsprung. In seine Amtszeit fällt die Elektrifizierung des Straßenbahnnetzes, er musste sich aber auch den Vorwurf gefallen lassen, nichts gegen drei korrupte Stadträte unternommen zu haben oder gar in deren Machenschaften verwickelt gewesen zu sein. Aufgrund dieses Skandals unterlag er 1893 Alphonse Desjardins. Ein Jahr später trat er wiederum zur Bürgermeisterwahl an und verlor gegen Joseph-Octave Villeneuve. Im Dezember 1895 entschied McShane als Kandidat der Liberalen Partei eine Nachwahl um einen Sitz im kanadischen Unterhaus für sich, wurde aber nach nur einem halben Jahr bei der Unterhauswahl 1896 abgewählt.
Nach Beendigung seiner politischen Karriere wandte sich McShane wieder dem Geschäftsleben zu. Von 1900 bis 1912 amtierte er als Hafenmeister. Unter seiner Führung entwickelte sich der Hafen von Montreal zum modernsten des Landes und zum führenden Standort des Schiffbaus.